# Nakanoshima
Nakanoshima (en japonés: 中之島) es una isla volcánica situada en las islas Tokara, subgrupo parte de las islas Ryukyu, al sur de Japón. Es la isla más grande y poblada de las islas en el pueblo de Toshima. La isla tenía 167 habitantes en 2004.
Las dimensiones de la isla son 9 kilómetros de largo (5,6 millas) por 5 kilómetros de ancho (3,1 millas). El extremo norte de la isla está dominado por el Otake (御岳 O-take), un volcán activo cuya última erupción fue en 1914. La montaña fue explotada por el azufre hasta 1944. Una pequeña meseta separa Otake de los restos erosionados de otro volcán.